# Скирмунт, Елена Александровна
Елена Александровна Скирмунт (также Хелена, Гелена Скирмунт; бел. Гелена Скірмунт;  5 ноября 1827, усадьба Колодное, Пинский уезд, Минская губерния, Российская империя — 1 февраля 1874, Амели-ле-Бен, Франция) — российская белорусская художница и скульптор польского происхождения.

## Биография
Представительница польского католического шляхетского рода Скирмунтов. Родилась в усадьбе Колодное Пинского уезда (сейчас — деревня Колодное, Столинский район, Брестской области).  Отец — Александр Скирмунт, мать — Гортензия Орда, сестра художника и композитора Наполеона Орды.
С рождения Елена имела проблемы со зрением. В возрасте 13 лет она отправилась в Вильно для лечения. В Вильне Елена брала уроки рисования у Винцента Дмоховского.
В 18 лет Елена  отправилась в Европу, где брала уроки рисования, и навестила своего дядю Наполеона Орду, жившего за границей из-за участия в Польском восстании 1830—1831 годов.
В 21 год вышла замуж за Казимира Скирмунта, представителя другой ветви того же рода. В этом браке родилось пятеро детей, в том числе учёная-историк Констанция Скирмунт (1851—1933).
В 25 лет вновь отправилась Европу из-за проблем со зрением. Проблемы со здоровьем вынудили её переключиться с живописи на скульптуру, занятие которой меньше вредило глазам. Так начался новый период в ее творчестве. Путешествуя по Европе, Елена брала уроки у нескольких скульпторов, а вернувшись в Колодное, оборудовала небольшую мастерскую.
В ходе Польского восстания 1863—64 годов Елена поддерживала его участников, переписывалась с лидером повстанцев Пинского уезда Траугуттом. Из-за предательства своих же крестьян её арестовали и выслали в Тамбов, а мужа — в Кострому.
Весной 1867 года им обоим разрешили вернуться на родину. Так как имущество семьи было конфисковано, они поселились в дому у отца Казимира — Александра Скирмунта — успешного предпринимателя, владельца нескольких доходных предприятий.
Через несколько месяцев мужа вновь выслали в Балаклаву (Крым), где его отец владел виноградниками. В 1869 году туда же была выслана и Елена Скирмунт. В Балаклаве она создала барельефы с изображениями литовских князей Миндовга и Гедимина, а также исторические шахматы, скульптурные фигурки которых были посвящены победе короля Польши победе Яна Собеского над турками под Веной. Работать над шахматами Елена начала ещё в Тамбове. Они должны стать «билетом в Иерусалим»: на деньги от продажи партии Елена собиралась совершить паломничество на Святую Землю.
В 1872 здоровье Елены резко ухудшилось: она заболела дифтерией. Родные отправили её на лечение во Францию.
1 февраля 1874 года Елена умерла во Франции в санатории в Амели-ле-Бен.
В следующем 1875 году её прах был перевезён на родину и захоронен в Пинске.

## Творчество
Писала портреты, лепила скульптуры из гипса, создавала медальоны, религиозную утварь. Создала исторические шахматы. Уже в XXI веке было установлено, что незадолго до восстания Елена скопировала почитаемую католиками и православными икону Юровичской иконы Божией Матери. Занималась реставрацией икон.

## В литературе
Жизнь и творчество Елены Скримунт описал Бронислав Залесский (1820—1880) в книге «Из жизни литвинки». Основа книги — дневники и письма Елены Скирмунт. Более того, автор был лично знаком с героиней.

## Память
В деревне Колодное на месте усадьбы Скирмунтов в честь Елены установлен памятник в виде металлической арки с мемориальной доской.
К 190-летию со дня рождения художницы в музее Белорусского Полесья в память о ней прошла выставка.

## Галерея

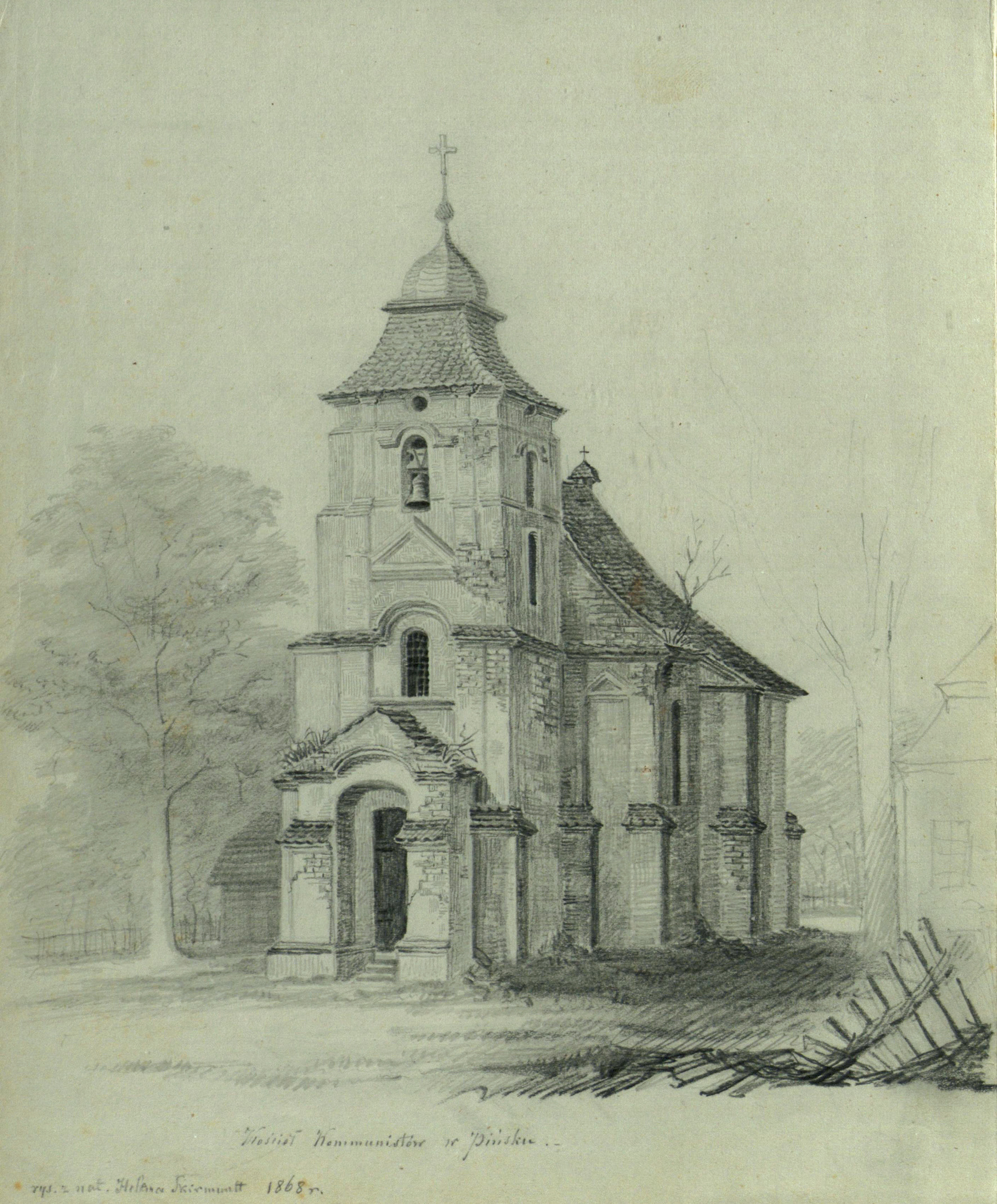
Костёл Святого Карла Борромео в Пинске. Рисунок Е. А. Скирмунт.
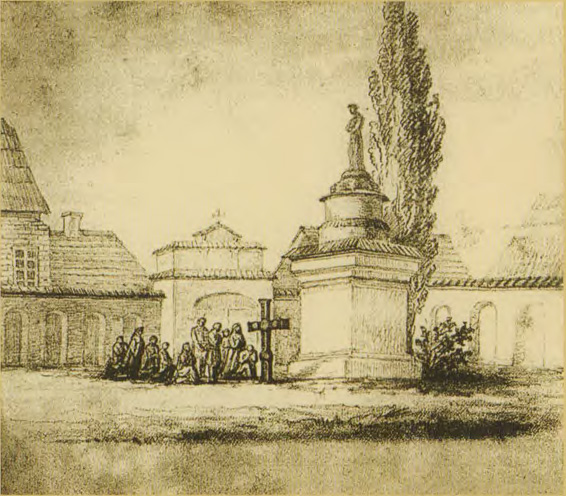
Двор католического Собор Вознесения Пресвятой Девы Марии в Пинске. Рисунок Е. А. Скирмунт.
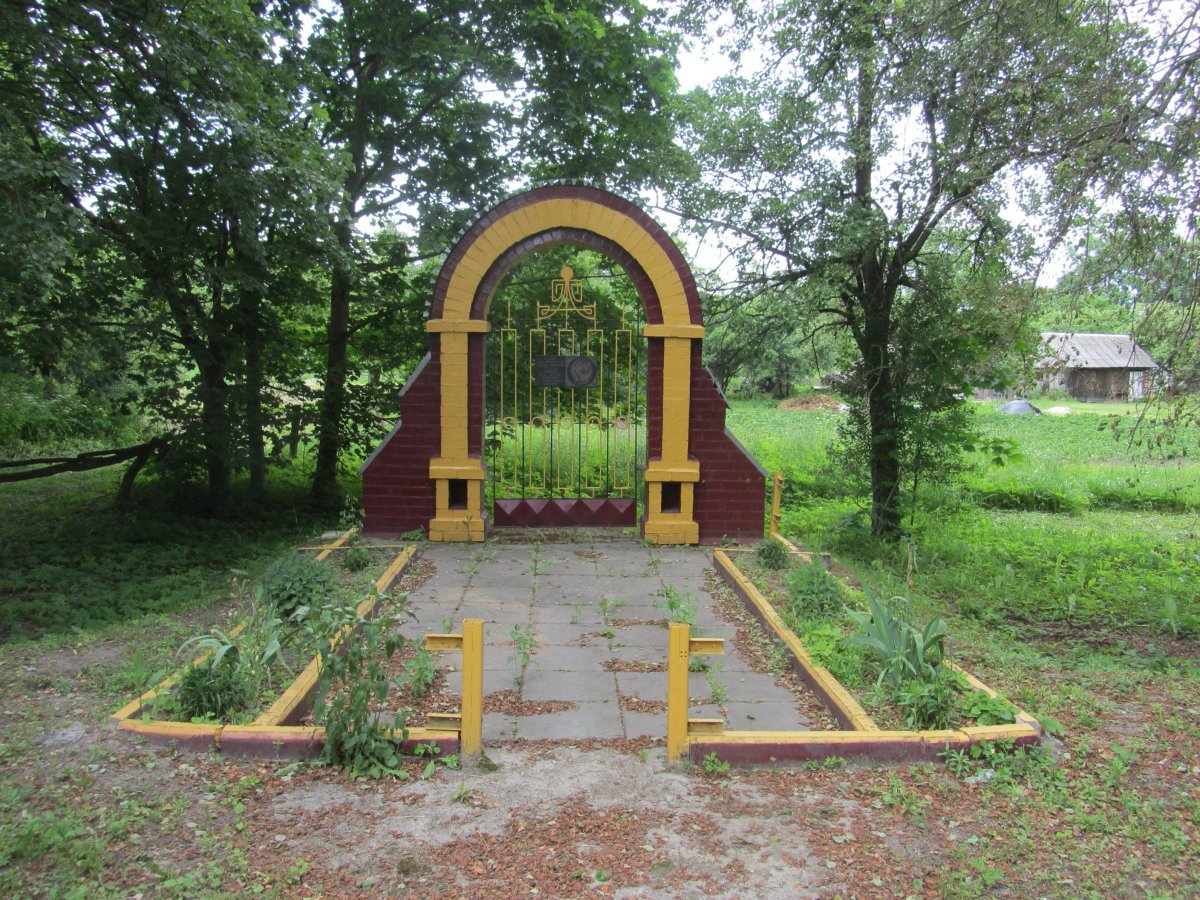
Памятный знак в деревне Колодное
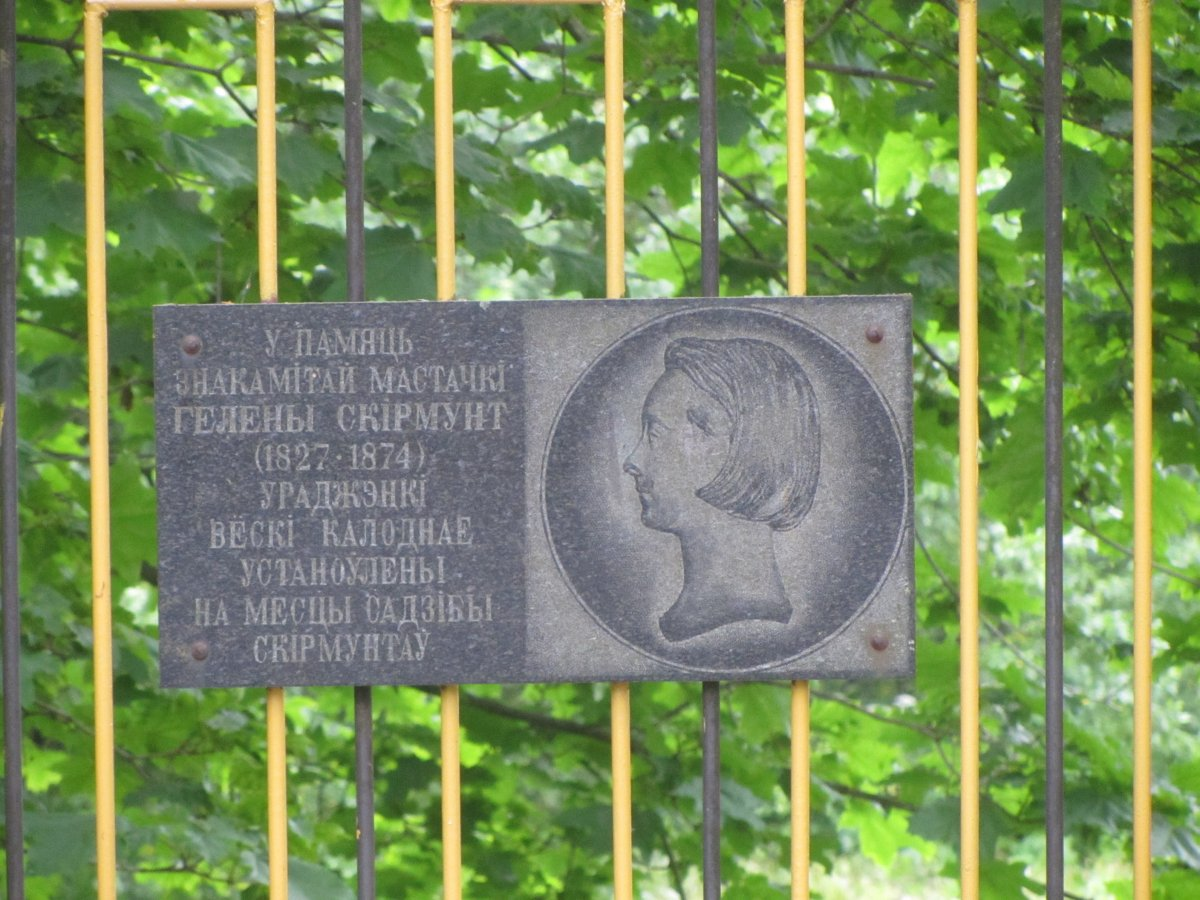
Памятный знак в деревне Колодное